# Libres del Sud
Libres del Sud es un paraje rural del partido de Chascomús, dentro de la provincia de Buenos Aires, Argentina. 
Se encuentra 35 km al sureste de Chascomús y 33 km al noreste de Lezama. Se accede mediante un camino que sale del Automóvil Club Argentino sobre la Autovía 2, y que se bifurca en dos caminos: hacia la izquierda, el que lleva a Comandante Giribone. Hacia la derecha, el que lleva a Libres del Sud.
Es una zona eminentemente ganadera, aunque se siembra maíz, alfalfa y soja. El tambo fue una actividad que se también se desarrolló en esta área. Libres del Sud está alrededor de la estación homónima y si bien el paraje es muy pequeño, tiene algunas casas habitadas, un boliche de ramos generales y una importante iglesia o capilla.

## Toponimia
Su nombre recuerda a los revolucionarios del grupo de los Libres del Sur, los cuales habían insurreccionado contra Juan Manuel de Rosas en Chascomús librándose la batalla de Chascomús.

## Historia
En la década del 1900, Don Domingo Etcheverry, dueño del campo "El Carmen" cedió al clero una fracción de su campo, para que se construyese la iglesia que se ubica pasando el Paraje del Campo. Frente a éste, hay una escuela, y a sus alrededores, algunas pocas viviendas.

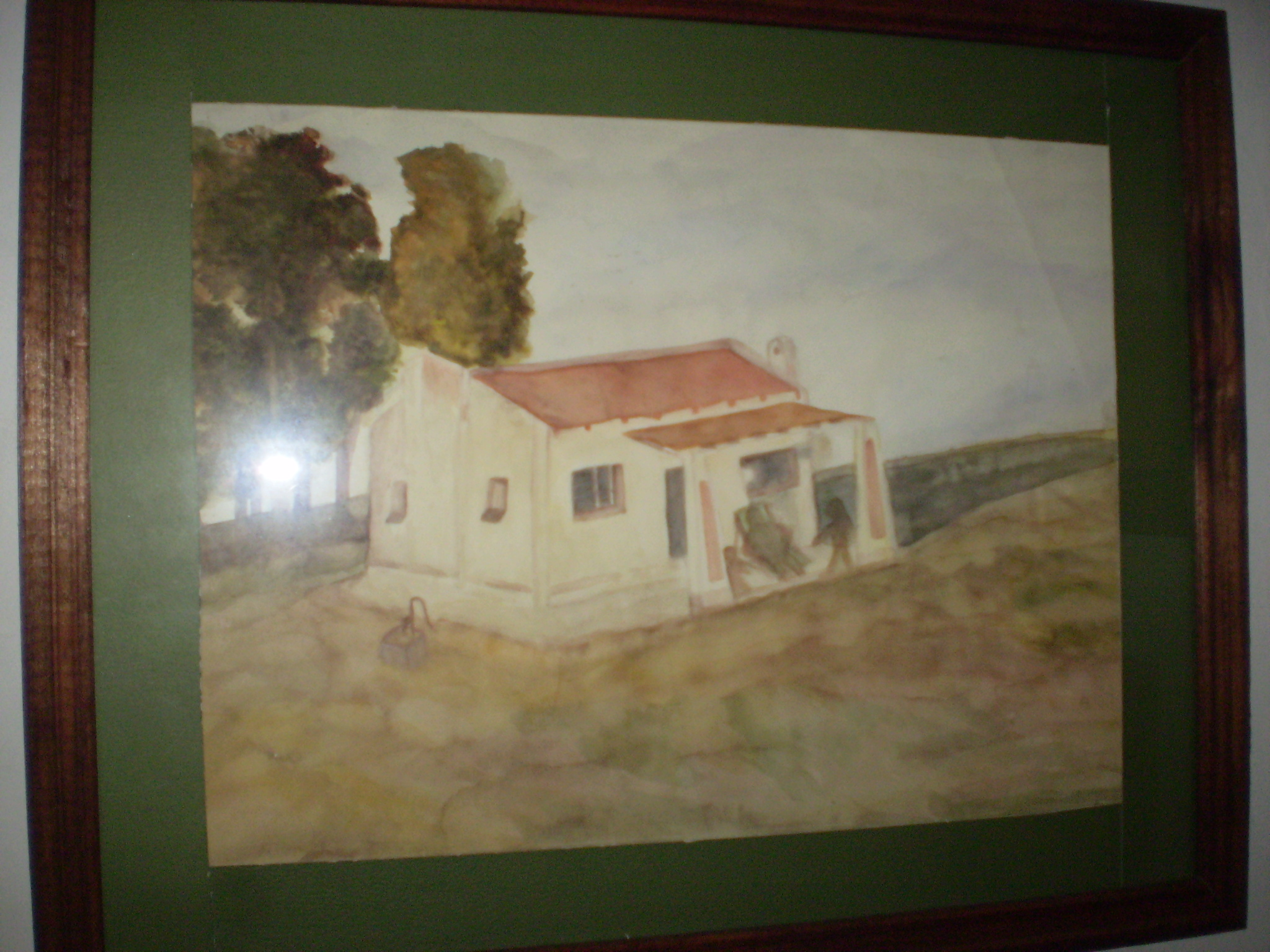
Casa histórica del paraje.

Doña Delia Etcheverry Rosso, hija de don Domingo Etcheverry y Adela Rosso, fue dueña de "Santo Domingo", la fracción más próxima a la estación ferroviaria, una quinta parte de "El Carmen" posterior al fallecimiento de Don Domingo.
En el momento de la construcción del ramal se instalaron tiendas de campaña con ingenieros italianos e ingleses en "El Carmen" y en otros campos aledaños para montar los rieles.
"Santo Domingo" fue vendido por los herederos directos de Doña Delia y renombrado. La porción de campo que contenía la casa original del campo "El Carmen", fue enteramente demolida en los años 1970 por sus compradores posteriores.

### El Plan Larkin y el cierre del ramal
En los años 1960, el tren a vapor llegaba los sábados a la estación, llevando el diario, y transportando pasajeros cuyo destino final era la Estación Lezama.
El Plan Larkin, iniciado por Arturo Frondizi y continuado por los gobiernos posteriores, desembocó en el cierre del ramal ferroviario que iba hacia Lezama. Años después, los rieles fueron levantados y vendidos como hierro de segunda mano.
El pueblo tenía una carnicería y según cuentan algunas de las familias que todavía viven allí, hasta tres peluquerías.

## Población
Durante los censos nacionales del INDEC de 2001 y 2010 fue considerada como población rural dispersa.